# Paul McNulty

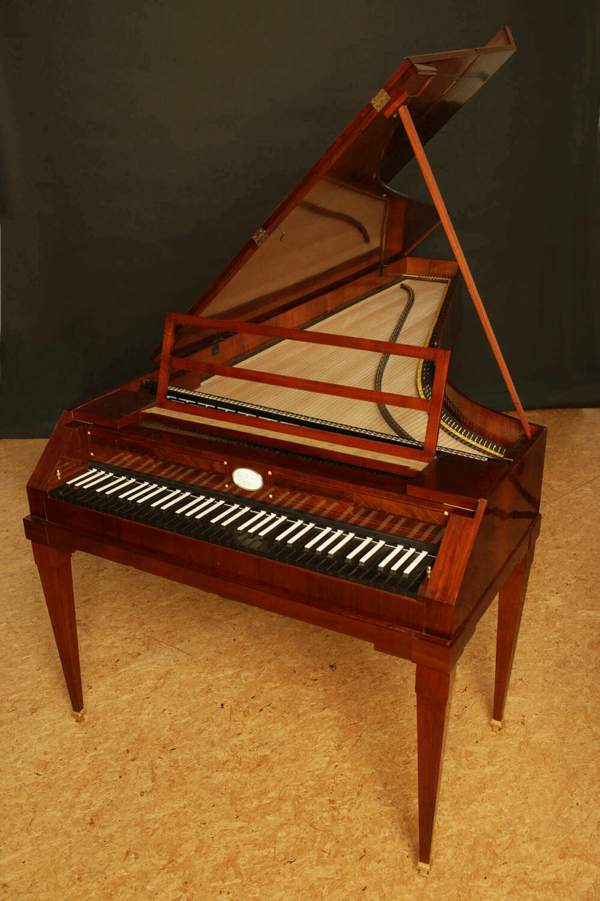
Fortepiano di Paul McNulty

Paul McNulty (Houston, 21 ottobre 1953) è un artigiano statunitense, costruttore di strumenti musicali, in particolare di fortepiani.

## Biografia
Paul McNulty è stato descritto dal New Grove come "famoso per l'elevato standard dei [suoi] strumenti”. La gamma di modelli che copia si estende dai primi pianoforti classici, come Silbermann (1749), Stein (1788) e Walter (1805?), agli strumenti romantici, come Graf (1819 e 1836), Pleyel (1830), Boisselot (1846) e Streicher (1868). La varietà della produzione di McNulty ha così contribuito "a fornire un'opportunità di estendere alla tastiera la pratica della prassi esecutiva storica del repertorio pianistico del xix secolo" (New Grove). Frequenta nel 1976 il Conservatorio Peabody di chitarra classica si interessa di strumenti classici, tra i quali le prestazioni del liuto. Nel 1978 entra a far parte della “Scuola del New England di Tecnologia degli strumenti a corda a tastiera” dove studia sotto la guida di Bill Garlick. Nell'esame finale Paul ottenne il riconoscimento più elevato: “esaminatore d'accordatura”.
Negli anni successivi frequenta un seminario presso la fabbrica di pianoforte Steinway, a New York, venendo assunto come restauratore e tecnico. Nell'incessante ricerca del proprio perfezionamento McNulty scelse, per due anni, di dedicarsi alla carriera di costruttore di fortepiani, sotto la guida di Robert Smith, a Somerville, nel Massachusetts. Il primo strumento costruito fu acquistato dall'Accademia Norvegese di Musica di Oslo, dove funziona ancora perfettamente dopo venticinque anni. Incantati dal suono di questo strumento, sia il pianista austriaco Paul Badura-Skoda, sia Trevor Pinnock, ne ordinarono uno; Pinnock con questo strumento diede un concerto alla Carnegie Hall.
Nel 1986 John Gibbons invitò Paul McNulty ad accompagnarlo nel suo tour europeo con L'orchestra del diciottesimo secolo di Frans Bruggen. Gibbons eseguì i concerti di Mozart K.491 in Do minore e K.466 in Re minore, durante il quale si distinse il suono del fortepiano di McNulty. Nello stesso anno si trasferì ad Amsterdam. Nel 1988, presso la EXPO di Bruge, in Belgio, il fortepiano presentato fu oggetto di notevole interesse cui seguirono numerosi ordini.
Una lunga ricerca del miglior materiale con il quale costruire il suo fortepiano, portò Paul McNulty nella Repubblica Ceca. Nel 1823 si diceva che Conrad Graf preferì ottenere la cassa di risonanza del fortepiano, attraverso alberi tagliati e raccolti dalla Schwarzenberg Forest (oggi Sumova) situata nel Sud della Boemia. Ancora oggi in zona è presente lo stretto Canale di Schwarzenberg, che dal 1790 conduce alle sorgenti della Moldava e del Danubio per poi giungere a Vienna. Dal 1995 Paul ha vissuto e lavorato a Divišov, una piccola città ceca. Nel 2004 sposa la fortepianista russo-canadese Viviana Sofronitsky.

### Fortepiani di Paul McNulty
- Fortepiano in stile J.A.Stein circa 1788
- Fortepiani in stile Walter 1790, 1792 e 1805 (Walter & Sohn) circa
- Fortepiano in stile Fritz 1812 circa
- Fortepiano in stile C.Graf 1819, op 318; 1822, op. 423
- Fortepiano in stile J.Pleyel 1830, op. 1555
- Fortepiano in stile Boisselot 1846, op.2800
- Fortepiano in stile Streicher 1868, op. 6747

Nel 2009, Paul fabbrica la prima copia moderna di un fortepiano francese ottocentesco, un Pleyel, il costruttore preferito di Fryderyk Chopin. Nel 2011 è la volta del fortepiano personale di Franz Liszt, uno strumento in stile Boisselot nº 2800, del 1846, che fu realizzato per il tour in Russia del celebre compositore e pianista. Ai due precedenti modelli, parte di un catalogo che permette l'esecuzione di opere dal classicismo al pieno romanticismo, si aggiunge infine la copia di un fortepiano in stile Streicher del 1868, con numero di serie vicino a quello dello strumento che il produttore volle regalare a Brahms (op. 6713, dello stesso anno). Brahms ne fu entusiasta e ne decantò le lodi a Clara Schumann raccomandandole caldamente di acquistarne uno.
A settembre 2018 i fortepiani di McNulty, una copia Graf del 1819, una copia Pleyel del 1830 e una copia Boisselot del 1826, sono stati usati nel corso della prima edizione del Concorso Internazionale Chopin su strumenti storici (International Chopin Competition on Period Instruments) organizzato dall’Istituto Fryderyk Chopin. Nel 2020 Paul McNulty ha costruito per Malcolm Bilson il suo primo fortepiano Silbermann.
Attualmente McNulty costruisce fortepiani adatti all'esecuzione di opere per pianoforte che vanno da Carl Philipp Emanuel Bach, Mozart, Beethoven a Chopin, Liszt e Brahms.
Dal 1985 McNulty ha fabbricato più di 300 pianoforti, destinati a: Conservatorio di Torino, Conservatorio Arrigo Pedrollo di Vicenza, Conservatorio Claudio Monteverdi,  1º Concorso Internazionale di Chopin su strumenti d'epoca, Istituto Fryderyk Chopin, Glyndebourne Festival Opera, Opéra national di Parigi, Royal Academy of Music, The Music and Arts University della città di Vienna, Conservatoire national supérieur de musique et de danse di Parigi, Conservatorio di Versailles, The Schola Cantorum Basiliensis, Staatliche Hochschule für Musik di Trossingen, Università di Stanford, Università di Harvard, Prof. Paul Badura-Skoda, Nikolaus Harnoncourt, Prof. Malcolm Bilson, Katia & Marielle Labeque, Kristian Bezuidenhout, Prof. Ronald Brautigam.

## Registrazioni
- Ronald Brautigam. Ludwig van Beethoven. Complete works for solo piano. Vol.2. Graf, Walter, Stein. Label: BIS
- Kristian Bezuidenhout. Wolfgang Amadeus Mozart. Keyboard Music. Vol.2. Walter. Label: Harmonia Mundi
- Viviana Sofronitsky with Warsaw Chamber Opera Orchestra on Period Instruments. Complete Mozart Piano Concertos (11 CD box). Walter. Label: Etcetera
- Viviana Sofronitsky. F.Schubert. Wanderer Fantasy, Impromptus opp. 90 & 142. 1819 Graf. Label: CAvi
- Neal Peres De Costa. Pastoral Fables. Works for cor anglais and pianos. Streicher. Label: ABC Classics
- Nikolaus Harnoncourt, Rudolf Buchbinder. Wolfgang Amadeus Mozart. Piano concertos No. 23&25. Walter. Label: Sony
- Paul Badura-Skoda, Musica Florea. Wolfgang Amadeus Mozart. Piano concertos K.271, K.414. Walter. Label: Arcana
- Robert Levin, the Academy of Ancient Music, Christopher Hogwood. Wolfgang Amadeus Mozart. Piano Concertos K271 & K414. Walter. Label:  L'Oiseau-Lyre
- Krzysztof Książek. Fryderyk Chopin, Karol Kurpiński. Piano Concerto No.2 f-moll (solo version), Mazurkas, Ballade; Fugue & Coda B-dur. Buchholtz. Label: NIFCCD
- Viviana Sofronitsky, Sergei Istomin. Fryderyk Chopin. Complete works for cello and piano. 1830 Pleyel, 1819 Graf. Label: Passacaille